# Tentative d'assassinat de Gerald Ford à San Francisco
Pour les articles homonymes, voir Tentative d'assassinat de Gerald Ford.
La tentative d'assassinat de Gerald Ford à San Francisco (Californie) désigne la tentative de Sara Jane Moore, le 22 septembre 1975, d'assassiner le président des États-Unis devant le St. Francis Hotel de la ville. Il s’agit de la deuxième tentative d’assassinat contre Gerald Ford, après celle de Sacramento (également en Californie) quelques jours plus tôt.

## Contexte
Gerald Ford devient président des États-Unis le 9 août 1974, en tant que vice-président de Richard Nixon, démissionnaire en raison du scandale du Watergate.
Dix-sept jours avant cette tentative d’assassinat, le 5 septembre 1975, le président Ford est déjà victime d'une tentative d'assassinat à Sacramento, également en Californie et là-encore du fait d’une femme (Lynette Fromme) ayant essayé de lui tirer dessus.

## Déroulement

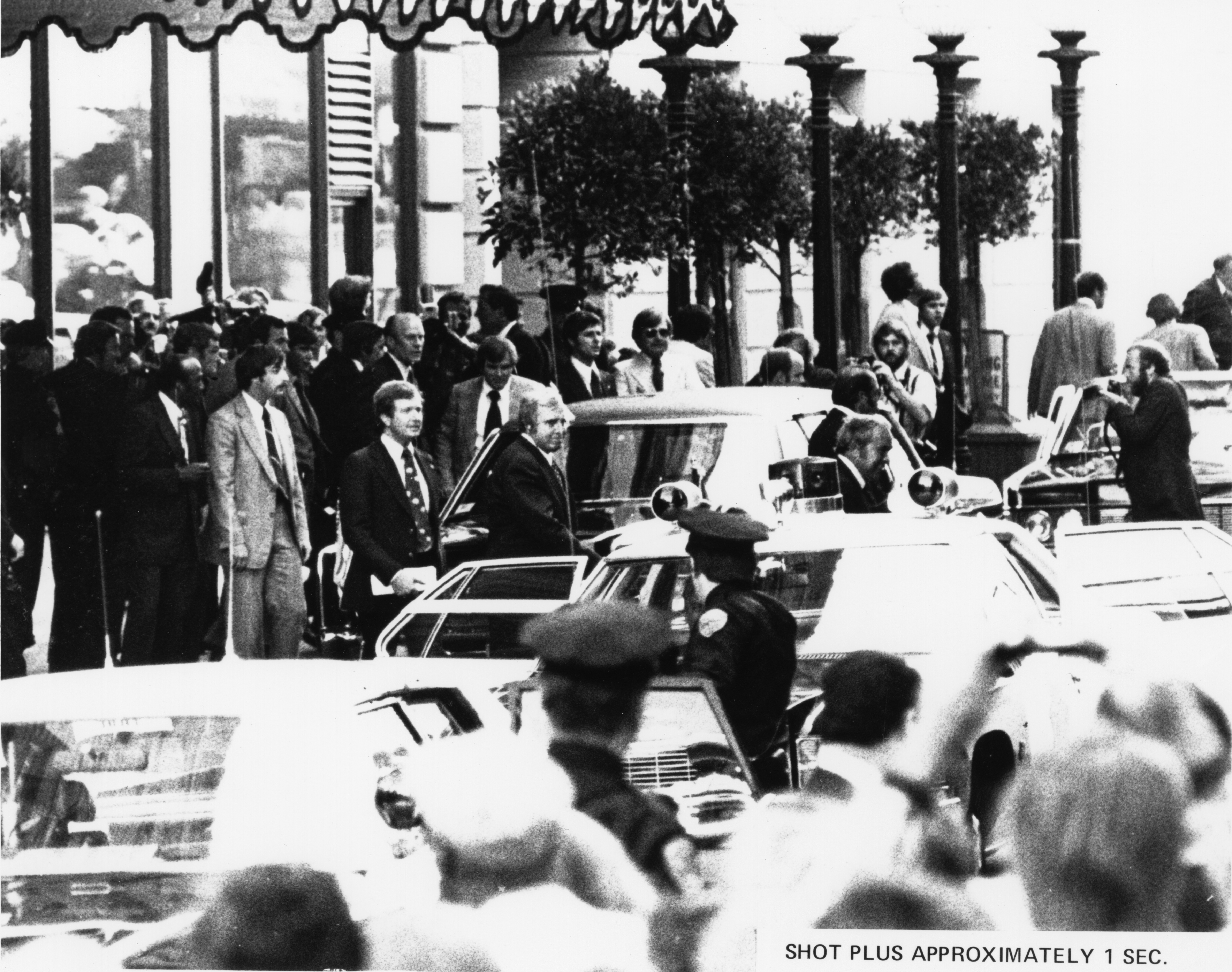
Scène peu après la tentative d'assassinat.

Sara Jane Moore, une femme de 45 ans armée d'un revolver calibre .38 Special, tire deux coups de feu en direction du président Gerald Ford, mais tous les deux manquent leur cible.
Un passant nommé Oliver Sipple entend le son du premier coup de feu et plonge sur Moore, l'empêchant de viser lors d'un second tir qui blesse toutefois à l’aine John Ludwig, un chauffeur de taxi de 42 ans se tenant à l'intérieur de l'hôtel.
Moore explique, dans une interview de 2009, que sa motivation était de susciter une violente révolution pour apporter un changement à l'Amérique.

## Suites
Oliver Sipple, vétéran de la guerre du Viêt Nam, Marine décoré et blessé au combat, subit la révélation publique de son homosexualité, ce qui fait de lui une cause célèbre pour les militants des droits lesbiennes, gays, bisexuels et transgenres (LGBT). Sipple cherchera à poursuivre en vain plusieurs éditeurs pour atteinte à la vie privée et pour avoir provoqué l'éloignement de ses parents.